# Little Everdon
Little Everdon – osada w Anglii, w hrabstwie Northamptonshire, w dystrykcie (unitary authority) West Northamptonshire. Leży 17 km na zachód od miasta Northampton i 105 km na północny zachód od Londynu.